# Baides
Baides è un comune spagnolo di 73 abitanti situato nella comunità autonoma di Castiglia-La Mancia.